# Parklife (песня)
| Оценки критиков | Оценки критиков |
| Источник        | Оценка          |
| --------------- | --------------- |
| AllMusic        | [ 1 ]           |

«Parklife» — песня британской группы Blur с альбома Parklife 1994 года. В августе 1994 года была издана отдельным синглом. Это был третий сингл с этого альбома.
Куплеты в песне произносятся речитативом. Декламирует их английский актёр Фил Дэниелс, который появляется и в видеоклипе. Припевы же поёт солист группы Blur Деймон Албарн.
Песня победила в категориях «Лучший британский сингл» и «Лучшее видео» на церемонии BRIT Awards 1995 года. Кроме того, она исполнялась группой на церемонии BRIT Awards 2012 года.

## Список композиций
Вся музыка: Албарн, Коксон, Джеймс и Раунтри. Все тексты: Албарн.
| 7" (только для музыкальных автоматов) 1. "Parklife" – 3:06 2. "Supa Shoppa" – 3:02 12" 1. "Parklife" – 3:06 2. "Supa Shoppa" – 3:02 3. "To the End" (French Version) – 4:06 4. "Beard" – 1:45 | CD1 / кассета 1. "Parklife" – 3:06 2. "Supa Shoppa" – 3:02 3. "Theme from an Imaginary Film" – 3:34 CD2 1. "Parklife" – 3:06 2. "Beard" – 1:45 3. "To the End" (French Version) – 4:06 2012 Brit Awards 1. "Girls & Boys" (Live from the BRITs) - 4:43 2. "Song 2" (Live from the BRITs) - 2:15 3. "Parklife" (featuring Phil Daniels) (Live from the BRITs) - 2:52 |

- Примечание: 7-дюймовый виниловый сингл предназначался только для использования в музыкальных автоматах и в продажу не поступал.

## Чарты
| Чарт (1994)                       | Наив. поз. |
| --------------------------------- | ---------- |
| Великобритания (UK Singles Chart) | 10         |
| Чарт (2012)                       | Наив. поз. |
| Великобритания (UK Singles Chart) | 74         |